# Kolonizacja na prawie niemieckim

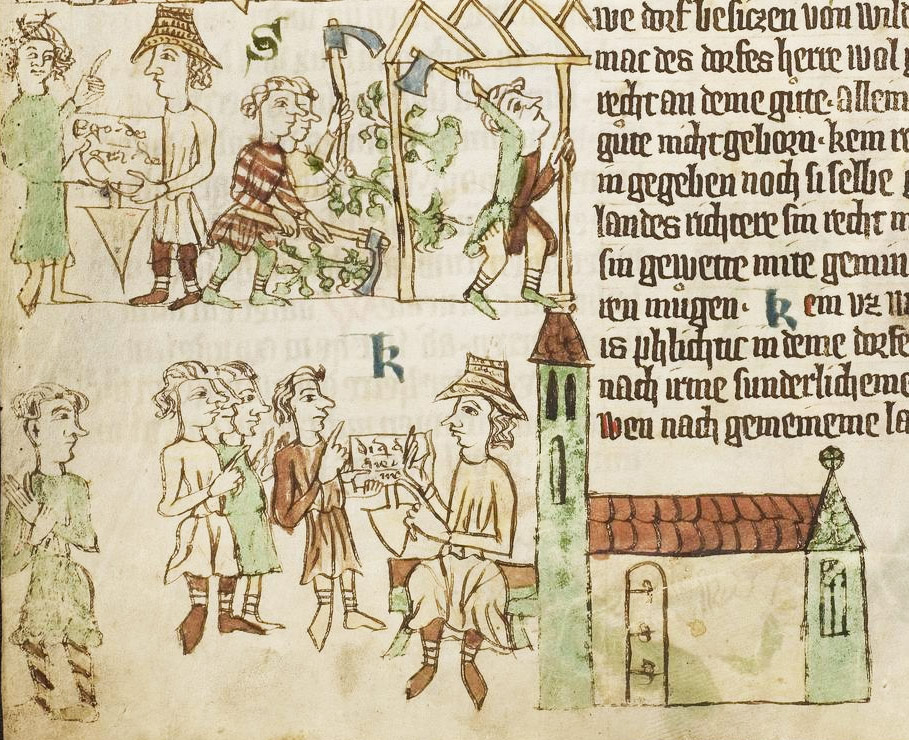
Założenie niemieckiej osady na wschodzie, ilustracja w Zwierciadle Saskim, XIV wiek

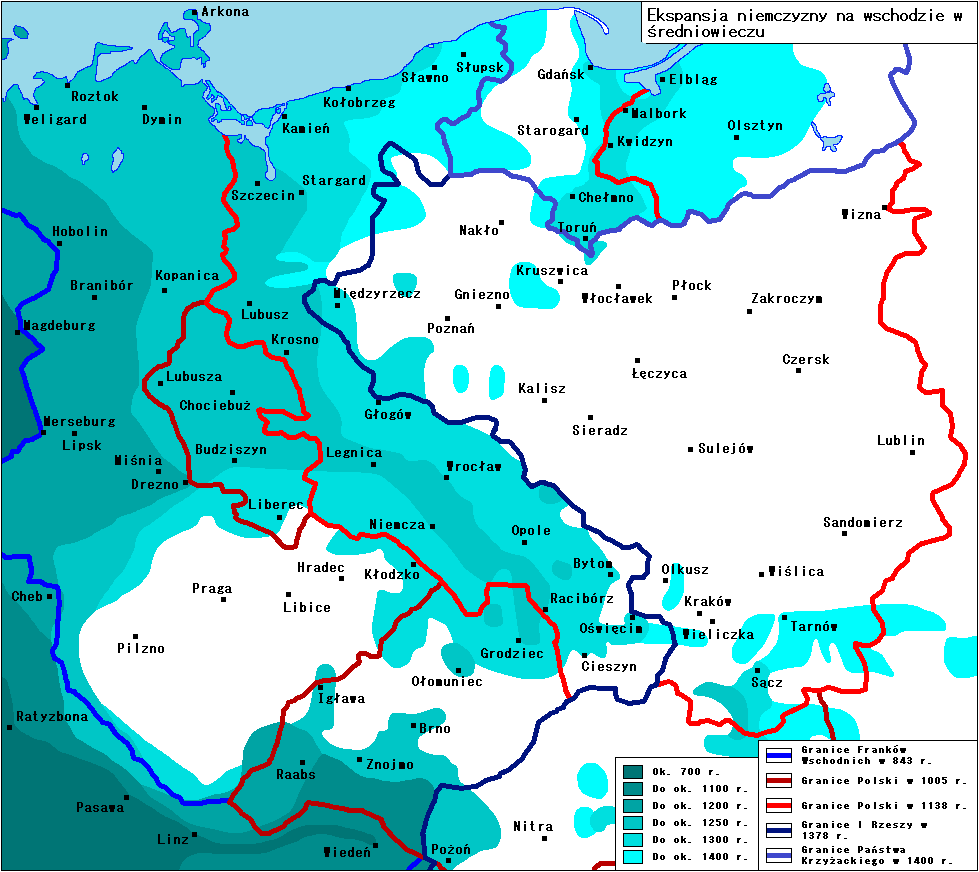
Osadnictwo i podboje niemieckie na wschodzie do 1400

Kolonizacja na prawie niemieckim (osadnictwo na prawie niemieckim) – zjawisko społeczno-gospodarcze, które miało miejsce w Środkowo-Wschodniej Europie od XII do XIV wieku. Polegało ono na planowym osadnictwie ludności pochodzącej głównie z zachodnich obszarów Niemiec.
Kolonizacja ta dokonywała się na mocy osobnych umów, określających prawa i obowiązki kolonistów, które zawierane były pomiędzy panem (właścicielem gruntu) a grupą osadników, których reprezentował zasadźca. W Polsce rozwijała się od początku XIII wieku wraz z napływem grup wolnej ludności z Zachodu (gł. z Niemiec), przynoszących ze sobą zręby nowego prawa osadniczego, rozwiniętego następnie w system prawny zwany prawem niemieckim.
Kolonizacja na prawie niemieckim doprowadziła do znacznego zwiększenia gęstości zaludnienia i zmniejszenia obszarów puszczańskich. Osadnicy wprowadzili bardziej wydajne systemy rolnictwa i nowe techniki w rzemiośle i handlu, przyczyniając się do gospodarczego rozwoju tych ziem. Negatywnym skutkiem była zmiana struktury narodowej na obszarach objętych kolonizacją, co doprowadzało niekiedy do konfliktów pomiędzy ludnością napływową a miejscową.

## Początki osadnictwa wewnętrznego
W XI wieku panowie feudalni na ziemiach Polski, Czech i Węgier, chcąc podnieść dochodowość swoich dóbr, musieli zwiększyć liczbę osadników. Występowali więc jako organizatorzy tego osadnictwa. By zachęcić nowych ludzi do zasiedlania nie uprawianych dotąd terenów, trzeba było kusić ich atrakcyjnymi warunkami, takimi jak racjonalizacja świadczeń na rzecz pana oraz prawo wychodu. Było to tak zwane osadnictwo „obyczajem wolnych gości”. Z czasem by zapobiec zbiegostwu poddanych, obyczaj ten przenosić zaczęto także na własnych poddanych, przyczyniając się do poprawy sytuacji chłopów.

## Osadnictwo niemieckie
Ludy germańskie przed 700 rokiem
     Ekspansja w od VIII do XI wiek
     Ekspansja w XII wieku
     Ekspansja w XIII wieku
     Ekspansja w XIV wieku

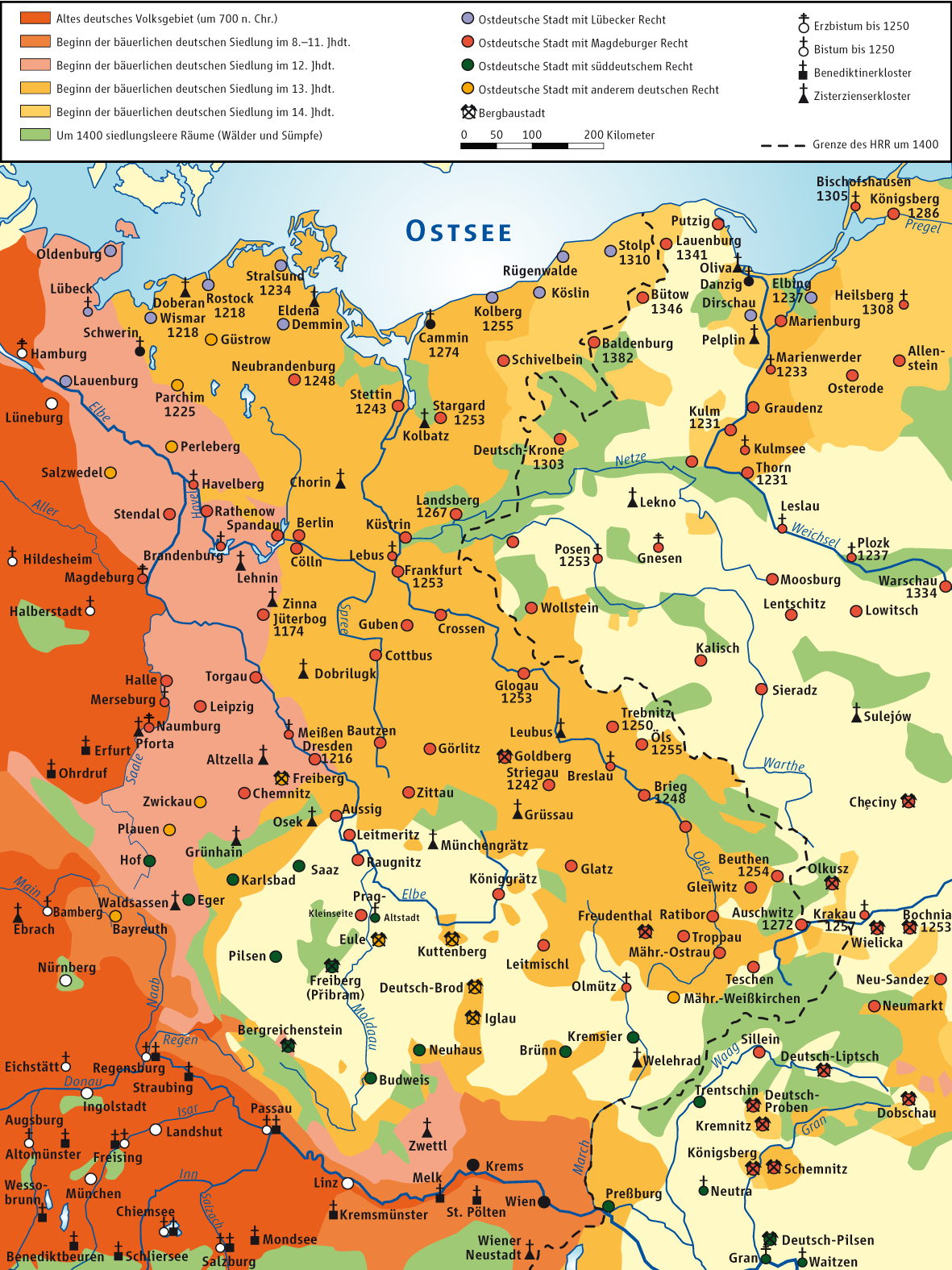
Fazy niemieckiej ekspansji na ziemie wschodnie (Austria, Połabie, Polska, Czechy i Prusy) wg Waltera Kuhna
----
Ludy germańskie przed 700 rokiem
Ekspansja w od VIII do XI wiek
Ekspansja w XII wieku
Ekspansja w XIII wieku
Ekspansja w XIV wieku

Szybko okazało się, że kolonizacja wewnętrzna nie pokrywa w pełni zapotrzebowania na osadników. Problemem była słaba gęstość zaludnienia ziem środkowej Europy. By zyskać ręce do pracy, panowie-właściciele dóbr zdecydowali się sprowadzić rolników z Zachodu, głównie z Niemiec i Flandrii, gdzie w odróżnieniu od Europy Środkowej, panowało przeludnienie, prowadzące często do klęsk głodu.
Najwcześniej zajęły się tym klasztory, sprowadzające osadników, głównie z kraju macierzystego, z którego pochodzili zakonnicy. Za ich przykładem poszli książęta i panowie świeccy. Chłopi niemieccy i flamandzcy szukali na ziemiach Europy Środkowo-Wschodniej lepszych warunków życia niż te, które mieli w swoich krajach. Nierzadko byli to zbiegowie opuszczający swoje siedziby nielegalnie. Właściciele dóbr osadzający wychodźców starali się stworzyć im atrakcyjne warunki.
Lokacje na prawie niemieckim wymagały kompromisu między osadnikami, chcącymi zachować m.in. wolność osobistą, oraz dostać atrakcyjne warunki gospodarowania, a władcą, który nie chciał rezygnować z prawa książęcego oraz zawartych w nim wiele powinności ludności wiejskiej na rzecz władcy. Dlatego przyjęto, że osadnicy będą posiadać wolność osobistą, oraz będą zwolnieni z prawa książęcego, ale w zamian będą płacić czynsz w pieniądzu.
Lokacja wsi na prawie niemieckim wymagała zezwolenia lokacyjnego monarchy, które miało formę przywileju. Na podstawie zezwolenia lokacyjnego pan zawierał umowę z organizatorem wsi – zasadźcą, która określała prawa i obowiązki kolonistów. Jej zasadniczą treść stanowiło wyłączenie mieszkańców wsi spod prawa polskiego i nadanie im niemieckiego.
Na ziemiach polskich osadnictwo niemieckie rozwinęło się najbardziej na Dolnym Śląsku (przełom XII/XIII wieku) i w Małopolsce (XIII wiek). Mniejsze znaczenie miało w innych dzielnicach, gdzie od przełomu XIII i XIV wieku, odbywało się na szeroką skalę osadzanie na prawie niemieckim chłopów polskich. Na terenie Pomorza najstarsze źródło na temat lokacji niemieckiej wsi (Baumgart – dzisiaj Ogrodniki koło Elbląga) datowane jest na 1300 rok. Osadnictwo na prawie niemieckim miało także duże znaczenie w powstającym we Prusach państwie Zakon krzyżacki, gdzie celem było zapewnienie stabilnych dochodów dla zakonu, oraz Germanizacja Prus.

## Prawa i obowiązki osadników
Przybycie do Europy Środkowej licznych kolonistów niemieckich skutkowało przyjęciem tam systemu prawa i modelu wsi opartym na niemieckim wzorze ustrojowym. Prawo niemieckie (Ius Teutonicum) odpowiadało rozwijającym się stosunkom towarowym, o czym świadczy fakt, że lokacje wsi na prawie niemieckim skupiały się wcześniej w pobliżu miast, co wskazuje na związek pomiędzy systemem czynszowym a rozwojem rynków lokalnych. Było ono bardziej korzystne w porównaniu z „obyczajem wolnych gości”, zarówno dla pana (gwarantowało większy zysk), jak i dla chłopów (gwarantowało większą swobodę). Powodowało to, że z czasem prawo wsi niemieckich przenoszono też na wsie polskie, czeskie i węgierskie.
- Prawo własności podległej w stosunku do nadziału – tzn. chłop miał prawo do gruntu, określane jako prawo dziedziczne, które stanowiło w istocie własność podległą (użytkową) porównywalną do lennej. Nazwa nadziału chłopskiego to łan (od niemieckiego Lehen – lenno). Wielkość łanu była zmienna, zależała od jakości gleby. Wynosiła na zwykle 30 morgów (tj. 17,955 ha) – tzw. łan chełmiński, według miary obowiązującej od 1233 do 1818 r. Znano też większy łan frankoński – ok. 43 morgi (24 ha). Bywało, że osadnicy nowo lokowanych wsi wpłacali na rzecz pana pewną sumę pieniędzy – wtedy ich prawo do ziemi określano jako prawo zakupne. Pan nie mógł usunąć ich z nadziału, nie spłaciwszy go wcześniej. Chłop mógł przekazać swoje gospodarstwo osobie trzeciej (zwykle za zgodą pana)[6].
- Określony czynsz – czynsz płacony na rzecz pana był ściśle określony. Można go było płacić w zbożu, pieniądzach albo częściowo w zbożu, częściowo w pieniądzach. Poza czynszem chłop musiał dostarczyć pewnych zwyczajowo przyjętych świadczeń w naturze (np. kury, jajka na święta) i kilku dni roboczych w czasie siewu. Poza czynszem na rzecz pana, chłopi ponosili też pewne ciężary na rzecz państwa (np. ciężary związane z obronnością kraju) oraz Kościoła (dziesięcina). Średnie obciążenia chłopów osadzonych na prawie niemieckim wynosiły: 24 grosze czynszu, dwie ćwiertnie zboża, dwa koguty, oraz 30 jaj dla pana feudalnego. Do tego dochodziła dziesięcina i 6 groszy mesznego dla Kościoła. Oprócz tego, na podstawie Przywileju Koszyckiego, chłopi musieli bezpośrednio zapłacić królowi 2 grosze podatku poradlnego, oraz 12 groszy łanowego, który był nadzwyczajny (tylko w teorii, z biegiem czasu był pobierany co roku)[7]. Nowi osadnicy korzystali często ze zwolnienia z czynszów przez lata niezbędne do zagospodarowania (tzw. lata wolnizny). Mogło ono trwać od 2 do 24 lat, zależnie od jakości gruntu[8].
- Prawo wychodu – chłop na prawie niemieckim nie był przywiązany do ziemi. Mógł ją opuścić, uczyniwszy zadość swoim zobowiązaniom. Zwykle jednak musiał sprowadzić równie zasobnego zastępcę[6].
- Stosowanie własnego prawa i form organizacji osadniczej – na czele wsi stał sołtys, którym często zostawał zasadźca. Sołectwo było dziedziczne. Przewodniczył wiejskiej ławie sądowej i zbierał czynsze na rzecz pana[6].

## Ludność miejska
Kolonizacji na wsi towarzyszył także napływ ludności obcej do miast. Lokacje miast dokonywano na podstawie dokumentu lokacyjnego władcy. Pan feudalny, by nadać dokument lokacyjny, potrzebował zezwolenia monarchy (tzw. przywilej lokacyjny). Rozróżniano miasta książęce (potem królewskie) i prywatne. Miasta polskie przyjęły dwa systemy prawa niemieckiego: magdeburski i lubecki. Cudzoziemcami osiedlającymi się w miastach polskich byli przeważnie niemieccy kupcy i rzemieślnicy. Zdarzali się też zbiegowie ze wsi. W miastach lokowanych w XIII wieku Niemcy stanowili większość populacji.

## Skutki
Kolonizacja na prawie niemieckim doprowadziła do znacznego zwiększenia gęstości zaludnienia i zmniejszenia obszarów puszczańskich. Osadnicy wprowadzili bardziej wydajne systemy rolnictwa. Upowszechniona została trójpolówka. Koloniści wprowadzili także nowe techniki w rzemiośle i handlu, przyczyniając się do gospodarczego rozwoju tych ziem. Negatywnym skutkiem była zmiana struktury etnicznej na obszarach objętych kolonizacją, co doprowadzało niekiedy do konfliktów pomiędzy ludnością napływową a miejscową. Konflikty te często brały się nie tylko ze względu na różnice językowe i kulturowe, ale także dlatego, że władcy lepiej traktowali kolonizatorów niż ludność miejscową. Kolonizatorzy posiadali wolność osobistą, byli osiedlani w zwartych grupach, byli zwolnieni z obowiązków prawa książęcego, oraz często wydawane były zakazy zawierania małżeństw między nimi a ludnością miejscową, co utrudniało asymilację z resztą społeczeństwa, i utrzymywała się odrębność językowa przybyszów...